# Milan (Geórgia)
Milan é uma cidade  localizada no estado americano de Geórgia, no Condado de Dodge e Condado de Telfair.

## Demografia
Segundo o censo americano de 2000, a sua população era de 1012 habitantes.
Em 2006, foi estimada uma população de 1021, um aumento de 9 (0.9%).

## Geografia
De acordo com o United States Census Bureau tem uma área de 8,1 km², dos quais 8,1 km² cobertos por terra e 0,0 km² cobertos por água. Milan localiza-se a aproximadamente 95 m acima do nível do mar.

## Localidades na vizinhança
O diagrama seguinte representa as localidades num raio de 24 km ao redor de Milan.